# 单花小报春
单花小报春（学名：Primula annulata）为报春花科报春花属下的一个种。

## 扩展阅读
維基物種上的相關：单花小报春